# Yoshimar Yotún
Víctor Yoshimar Yotún Flores est un footballeur international péruvien, né le 7 avril 1990 à Callao au Pérou. Il évolue au poste de milieu de terrain au Sporting Cristal.

## Biographie

### Carrière en club

#### Débuts au Sporting Cristal
Formé à l'Academia Cantolao et au Circolo Sportivo Italiano, Yoshimar Yotún arrive au Sporting Cristal en 2007. Il est prêté au José Gálvez FBC en 2008 où il fait ses débuts professionnels. De retour au Sporting Cristal, il est sacré champion du Pérou à deux reprises en 2012 et 2014 et a l'occasion de disputer l'édition 2014 de la Copa Libertadores avec ce dernier club (deux matchs).

#### Passage au Malmö FF
Après une première expérience à l'étranger, au Brésil, lorsqu'il est prêté en 2013 au Vasco da Gama, Yoshimar Yotún part en 2015 pour l'Europe afin de jouer au Malmö FF en Suède. Il remporte avec le club suédois deux championnats en 2016 et 2017 et y découvre la phase de groupes de la Ligue des champions de l'UEFA (quatre matchs disputés en 2015-2016).

#### Passage au Cruz Azul
Passé par l'Orlando City SC entre 2017 et 2018, Yotún s'engage le 27 décembre 2018, contre quatre millions de dollars, avec le Cruz Azul FC. Il y est sacré champion du Mexique en 2021 (C). Il dispute avec ce club deux éditions de la Ligue des champions de la CONCACAF en 2020 et 2021 (huit matchs et deux buts en tout).

#### Retour au Pérou
En mars 2022, il revient au Pérou et s'enrôle une deuxième fois avec le Sporting Cristal. Le 27 juin 2023, il joue son 200e match sous le maillot du Sporting Cristal à l'occasion d'une rencontre contre le Fluminense dans le cadre de la Copa Libertadores 2023 (compétition où il dispute huit matchs pour un but marqué).

### Carrière en équipe nationale
International péruvien depuis 2011, Yoshimar Yotún compte 126 capes (pour sept buts marqués), qui font de lui le deuxième joueur le plus capé en équipe du Pérou derrière Roberto Palacios et ses 128 sélections.
Joueur majeur de la Blanquirroja des années 2010, il a joué toutes les compétitions disputées par le Pérou depuis ses débuts en sélection, dont une Coupe du monde en 2018 (élimination au 1er tour) et cinq Copa América (2011, 2015, 2016, 2019 et 2021).

## Statistiques

### En sélection nationale
| Saison                | Sélection             | Phases finales          | Phases finales | Phases finales | Phases finales | Éliminatoires CDM | Éliminatoires CDM | Éliminatoires CDM | Matchs amicaux | Matchs amicaux | Matchs amicaux | Total | Total | Total |
| Saison                | Sélection             | Compétition             | M              | B              | Pd             | M                 | B                 | Pd                | M              | B              | Pd             | M     | B     | Pd    |
| --------------------- | --------------------- | ----------------------- | -------------- | -------------- | -------------- | ----------------- | ----------------- | ----------------- | -------------- | -------------- | -------------- | ----- | ----- | ----- |
| 2010-2011             | Pérou                 | Copa América 2011       | 5              | 0              | 0              | -                 | -                 | -                 | 3              | 0              | 0              | 8     | 0     | 0     |
| 2011-2012             | Pérou                 | -                       | -              | -              | -              | 4                 | 0                 | 0                 | 6              | 0              | 1              | 10    | 0     | 1     |
| 2012-2013             | Pérou                 | -                       | -              | -              | -              | 6                 | 0                 | 0                 | 4              | 0              | 2              | 10    | 0     | 2     |
| 2013-2014             | Pérou                 | -                       | -              | -              | -              | 2                 | 1                 | 0                 | 3              | 0              | 0              | 5     | 1     | 0     |
| 2014-2015             | Pérou                 | Copa América 2015       | 6              | 0              | 0              | -                 | -                 | -                 | 6              | 0              | 0              | 12    | 0     | 0     |
| 2015-2016             | Pérou                 | Copa América Centenario | 3              | 0              | 0              | 4                 | 0                 | 1                 | 4              | 1              | 0              | 11    | 1     | 1     |
| 2016-2017             | Pérou                 | -                       | -              | -              | -              | 6                 | 0                 | 3                 | 2              | 0              | 1              | 8     | 0     | 4     |
| 2017-2018             | Pérou                 | Coupe du monde 2018     | 3              | 0              | 0              | 5                 | 0                 | 0                 | 4              | 0              | 1              | 12    | 0     | 1     |
| 2018-2019             | Pérou                 | Copa América 2019       | 6              | 1              | 0              | -                 | -                 | -                 | 9              | 0              | 0              | 15    | 1     | 0     |
| 2019-2020             | Pérou                 | -                       | -              | -              | -              | -                 | -                 | -                 | 1              | 0              | 1              | 1     | 0     | 1     |
| 2020-2021             | Pérou                 | Copa América 2021 4e    | 7              | 2              | 1              | 6                 | 0                 | 0                 | -              | -              | -              | 13    | 2     | 1     |
| 2021-2022             | Pérou                 |                         | -              | -              | -              | 11                | 1                 | 0                 | 2              | 1              | 0              | 13    | 2     | 0     |
| 2022-2023             | Pérou                 |                         | -              | -              | -              | -                 | -                 | -                 | 4              | 0              | 0              | 4     | 0     | 0     |
| 2023-2024             | Pérou                 | Copa América 2024       | -              | -              | -              | 6                 | 1                 | 0                 | -              | -              | -              | 6     | 1     | 0     |
| Total sur la carrière | Total sur la carrière | Total sur la carrière   | 30             | 3              | 1              | 50                | 3                 | 4                 | 48             | 2              | 6              | 128   | 8     | 11    |

#### Buts en sélection
| Buts en sélection de Yoshimar Yotún | Buts en sélection de Yoshimar Yotún | Buts en sélection de Yoshimar Yotún                            | Buts en sélection de Yoshimar Yotún | Buts en sélection de Yoshimar Yotún | Buts en sélection de Yoshimar Yotún | Buts en sélection de Yoshimar Yotún |
|                                     | Date                                | Lieu                                                           | Adversaire                          | Score                               | Résultat                            | Compétition                         |
| ----------------------------------- | ----------------------------------- | -------------------------------------------------------------- | ----------------------------------- | ----------------------------------- | ----------------------------------- | ----------------------------------- |
| 1.                                  | 15 octobre 2013                     | Estadio Nacional, Lima (Pérou)                                 | Bolivie                             | 1-0                                 | 1-1                                 | QCM 2014                            |
| 2.                                  | 28 mai 2016                         | Robert F. Kennedy Memorial Stadium, Washington DC (États-Unis) | Salvador                            | 3-1                                 | 3-1                                 | Amical                              |
| 3.                                  | 3 juillet 2019                      | Arena do Grêmio, Porto Alegre (Brésil)                         | Chili                               | 2-0                                 | 3-0                                 | CA 2019                             |
| 4.                                  | 2 juillet 2021                      | Stade olympique Pedro Ludovico Teixeira, Goiânia (Brésil)      | Paraguay                            | 3-2                                 | 3-3                                 | CA 2021                             |
| 5.                                  | 9 juillet 2021                      | Stade Mané Garrincha, Brasilia (Brésil)                        | Colombie                            | 1-0                                 | 2-3                                 | CA 2021                             |
| 6.                                  | 20 janvier 2022                     | Estadio Nacional, Lima (Pérou)                                 | Jamaïque                            | 3-0                                 | 3-0                                 | Amical                              |
| 7.                                  | 29 mars 2022                        | Estadio Nacional, Lima (Pérou)                                 | Paraguay                            | 2-0                                 | 2-0                                 | QCM 2022                            |

## Palmarès

### En club
| Sporting Cristal - Championnat du Pérou (2) : - Champion : 2012 et 2014. |  | Malmö FF - Championnat de Suède (2) : - Champion : 2016 et 2017. |  | Cruz Azul FC - Championnat du Mexique (1) : - Champion : 2021 (Clo). - Supercopa MX (1) : - Vainqueur : 2019. - Campeón de Campeones (1) : - Vainqueur : 2021. - Leagues Cup (1) : - Vainqueur : 2019. |

### En sélection
Pérou
| - Copa América : - Finaliste : 2019. - Troisième : 2011 et 2015. |  | - Membre de l'équipe type de la Copa América 2021. |